# Nandopsis
Genre
Nandopsis est un genre de poissons perciformes appartenant à la famille des Cichlidae.

## Liste des espèces
Selon FishBase (25 janv. 2017) :
- Nandopsis haitiensis (Tee-Van, 1935)
- Nandopsis ramsdeni (Fowler, 1938)
- Nandopsis tetracanthus (Valenciennes in Cuvier & Valenciennes, 1831)

Selon ITIS (25 janv. 2017) :
- Nandopsis haitiensis (Tee-Van, 1935)
- Nandopsis tetracanthus (Valenciennes in Cuvier & Valenciennes, 1831)
- Nandopsis vombergae (Ladiges, 1938) - synonyme de Nandopsis haitiensis d'après FishBase